# Масајски ној
Масајски ној (лат. Struthio camelus massaicus) је велика птица тркачица из рода нојева, подврста нојева, која живи у Кенији и Танзанији а могу се срести и на југу Сомалије.

## Опис
Иако је веома сличан осталим нојевима, кожа врата и бедра код масајског ноја је светло-розе, а постаје розо-наранџасте боје код мужјака за време сезоне парења. Перје на репу и крилима је беле боје док је на телу црне. Код женке је перје смеђе-браон боје.